# Ösjön, Värmland
Ösjön är en sjö i Årjängs kommun i Värmland och ingår i Göta älvs huvudavrinningsområde. Sjön är 18 meter djup, har en yta på 1,08 kvadratkilometer och befinner sig 267,2 meter över havet. Sjön avvattnas av vattendraget Åsebyälven.

## Delavrinningsområde
Ösjön ingår i det delavrinningsområde (660336-129865) som SMHI kallar för Utloppet av Ösjön. Medelhöjden är 281 meter över havet och ytan är 5,37 kvadratkilometer. Det finns inga avrinningsområden uppströms utan avrinningsområdet är högsta punkten. Åsebyälven som avvattnar avrinningsområdet har biflödesordning 4, vilket innebär att vattnet flödar genom totalt 4 vattendrag innan det når havet efter 275 kilometer. Avrinningsområdet består mestadels av skog (61 procent) och sankmarker (13 procent). Avrinningsområdet har 1,07 kvadratkilometer vattenytor vilket ger det en sjöprocent på 20 procent.